# 20.000 specie di api
20.000 specie di api (20.000 especies de abejas) è un film del 2023 diretto da Estibaliz Urresola Solaguren.

## Trama
Lucía è una bambina di otto anni nata in un corpo maschile che tutti si ostinano a chiamare Aitor. Terminata la scuola, si reca con i fratelli e la madre Ane, nel bel mezzo di una crisi professionale e sentimentale, nella casa materna dove la nonna Lita e la zia Lourdes vivono grazie all'apicoltura e alla produzione di miele. Quest'estate cambierà le loro vite, costringendo le donne di diverse generazioni a fare i conti con i loro dubbi e le loro paure.

## Produzione

### Riprese
Le riprese sono state effettuate in Francia a Hendaye, nella regione della Nuova Aquitania, e in Spagna a Laudio, nei Paesi Baschi.

## Distribuzione
Il film è stato mostrato in anteprima mondiale il 22 febbraio 2023 alla 73ª edizione del Festival internazionale del cinema di Berlino. Il successivo 16 marzo è stato proiettato al Festival de Málaga e il 21 aprile è uscito nelle sale cinematografiche in Spagna. In seguito ha presenziato in numerose altre manifestazioni, tra cui l'International Istanbul Film Festival, il Seattle International Film Festival e il Frameline Film Festival di San Francisco.

## Accoglienza

### Critica
Il sito Rotten Tomatoes riporta il 94% di recensioni professionali con giudizio positivo.

## Riconoscimenti

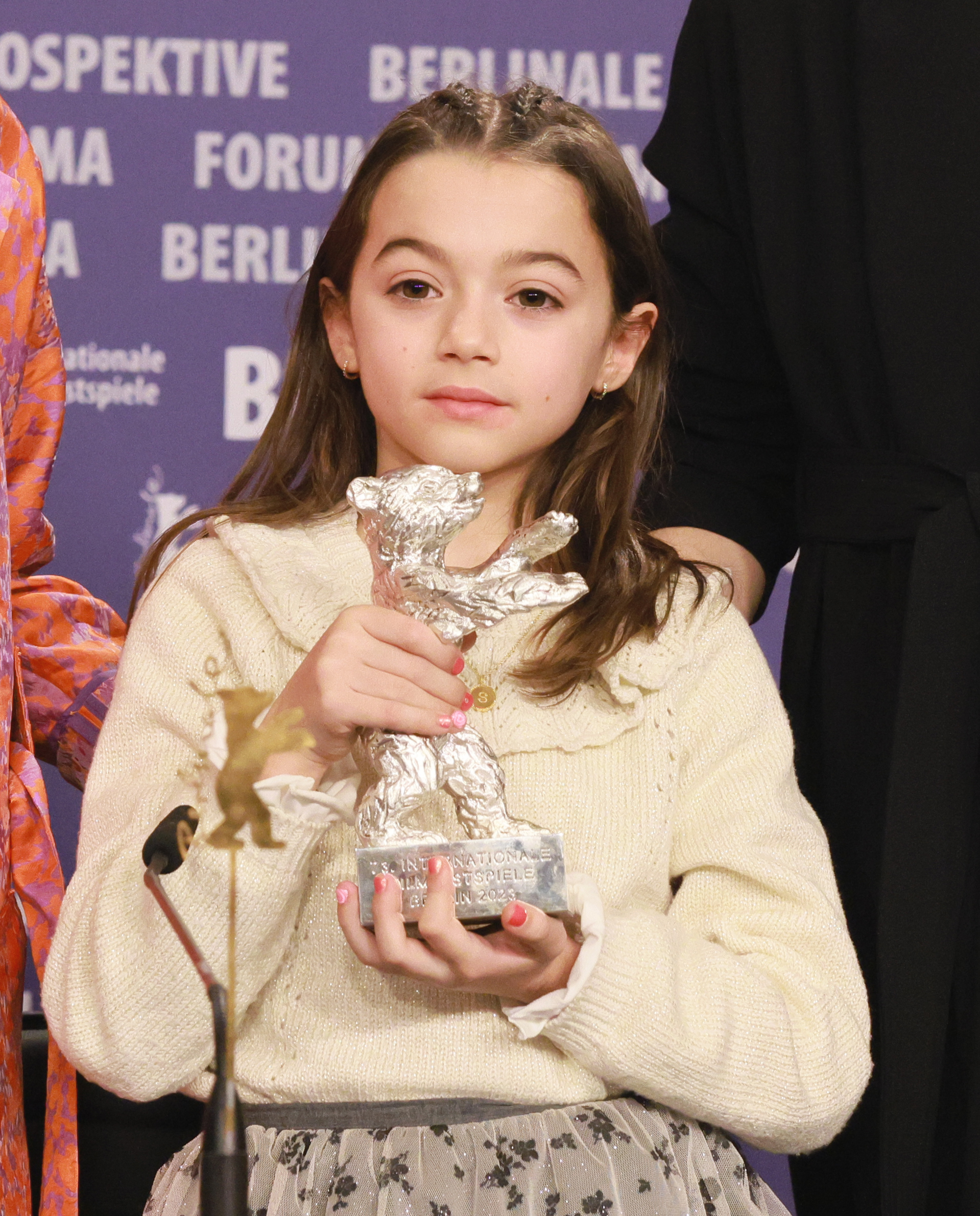
Sofía Otero con l'Orso d'argento vinto al Festival di Berlino.

- 2023 – Festival internazionale del cinema di Berlino[6]
  - Orso d'argento per la miglior interpretazione da protagonista a Sofía Otero
  - Guild Film Prize a Estibaliz Urresola Solaguren
  - Premio dei lettori della Berliner Morgenpost a Estibaliz Urresola Solaguren
  - Candidatura all'Orso d'oro a Estibaliz Urresola Solaguren
  - Candidatura al premio per la migliore opera prima a Estibaliz Urresola Solaguren, Lara Izagirre e Valérie Delpierre
  - Candidatura al Teddy Award per il miglior lungometraggio a Estibaliz Urresola Solaguren
- 2023 – Frameline Film Festival[7]
  - Migliore opera prima a Estibaliz Urresola Solaguren
- 2023 – Festival internazionale del cinema di Guadalajara[8]
  - Migliore opera prima
  - Miglior regia a Estibaliz Urresola Solaguren
  - Premio Maguey per la miglior interpretazione a tutto il cast
- 2023 – Hong Kong International Film Festival[9]
  - Miglior attrice internazionale a tutto il cast femminile
  - Candidatura al Golden Firebird Award a Estibaliz Urresola Solaguren
- 2023 – Festival di Malaga[10]
  - Biznaga d'oro per il miglior film spagnolo a Estibaliz Urresola Solaguren
  - Biznaga d'argento per la miglior attrice non protagonista a Patricia López Arnaiz
  - Premio Feroz Puerta Oscura per il miglior film a Estibaliz Urresola Solaguren
- 2023 – Seattle International Film Festival[11]
  - Gran premio della giuria al miglior lungometraggio a Estibaliz Urresola Solaguren
- 2023 – Vilnius International Film Festival[12]
  - Candidatura al miglior film